# Église Sainte-Marie de Conistone
L'église Sainte-Marie de Conistone est une église paroissiale anglicane située dans le village de Conistone, au Yorkshire du Nord en Angleterre. Elle est rattachée au doyenné de Skipton et au diocèse de Leeds. Il s'agit d'un monument classé de grade II.

## Histoire
L'église est édifiée au XIe ou au XIIe siècle. Le chancel est ajouté en 1846 ; la nef et le collatéral sont reconstruits sous la supervision des architectes Sharpe et Paley (en), originaires de Lancaster. Ceux-ci ont voulu conserver le style normand de l'édifice,.

## Architecture
L'église est construite en gravats de calcaire, avec des parements en meulière et un toit en ardoise. Sa nef compte cinq travées et est bordée au nord par un collatéral et au sud par un porche. Le chancel compte trois travées et borde la sacristie par le sud. Sur la gable ouest se trouve un abri à cloches (en).
À l'intérieur, une arcade sépare la nef du collatéral nord ; ses deux arches orientées vers l'ouest datent du début de l'époque normande et reposent sur des colonnes rectangulaires, tandis que les deux autres arches datent du XIVe siècle et sont supportées par des colonnes hexagonales. Le bassin des fonts baptismaux de l'église est probablement fabriqué à l'époque normande.